# Fiat Pulse

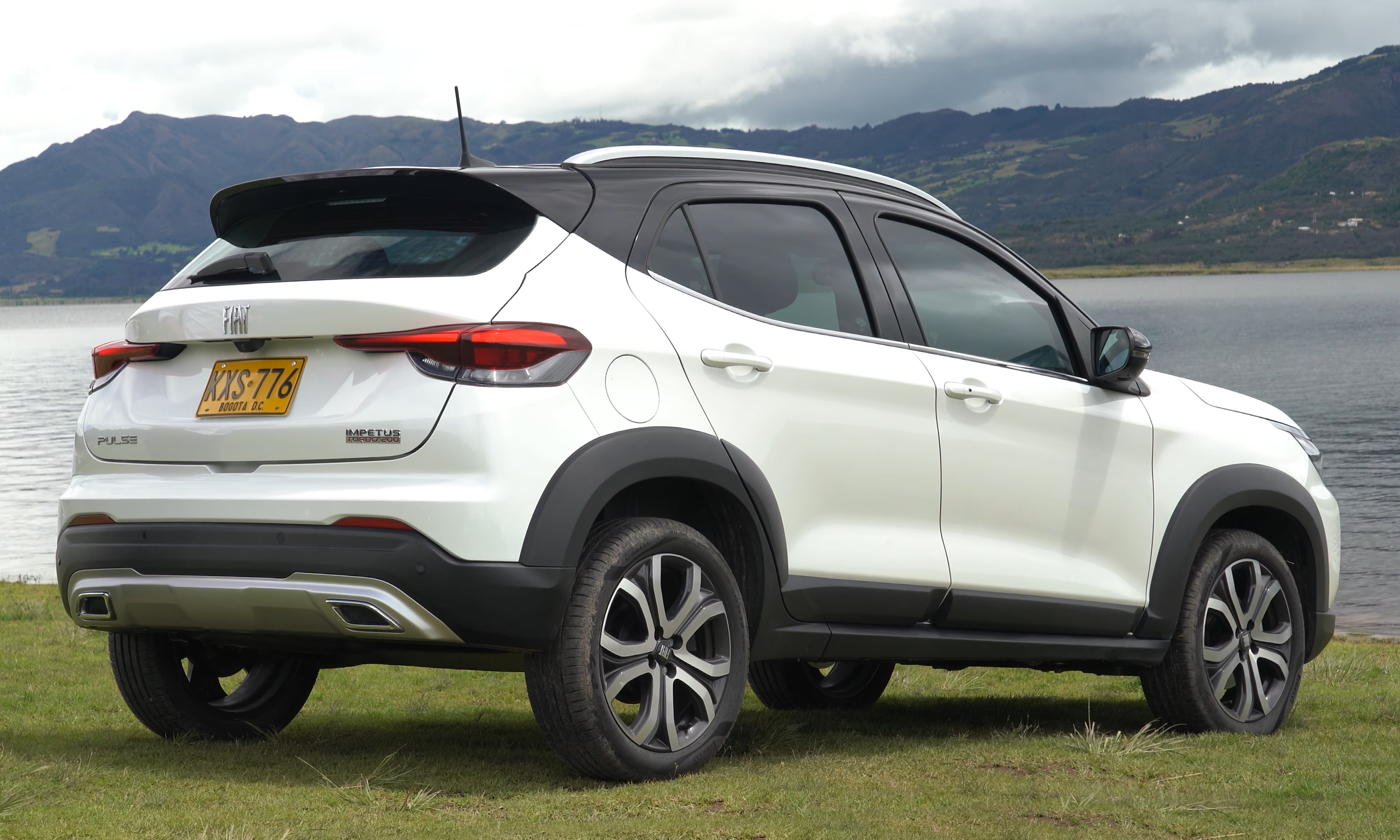
Heckansicht

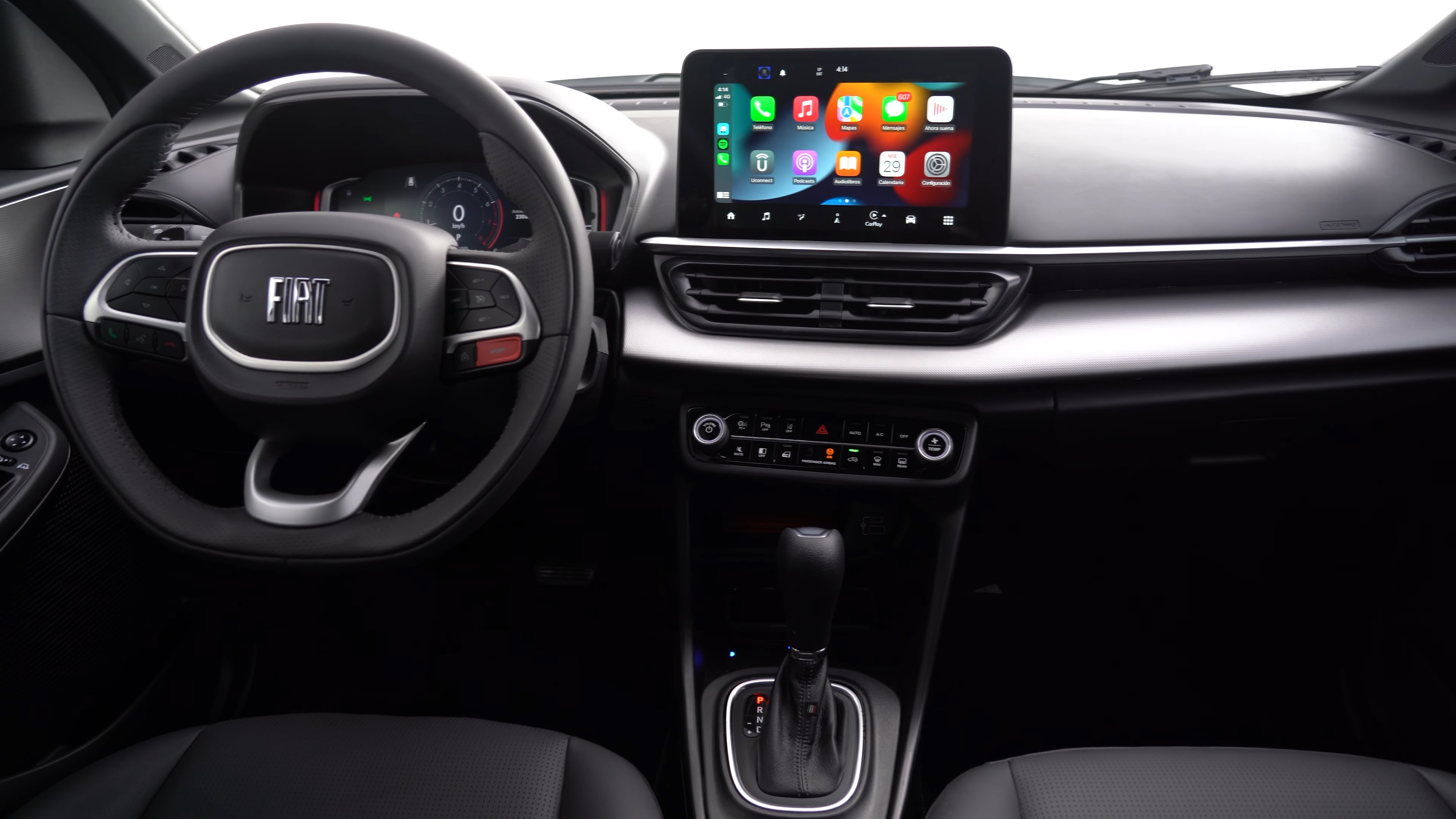
Innenansicht

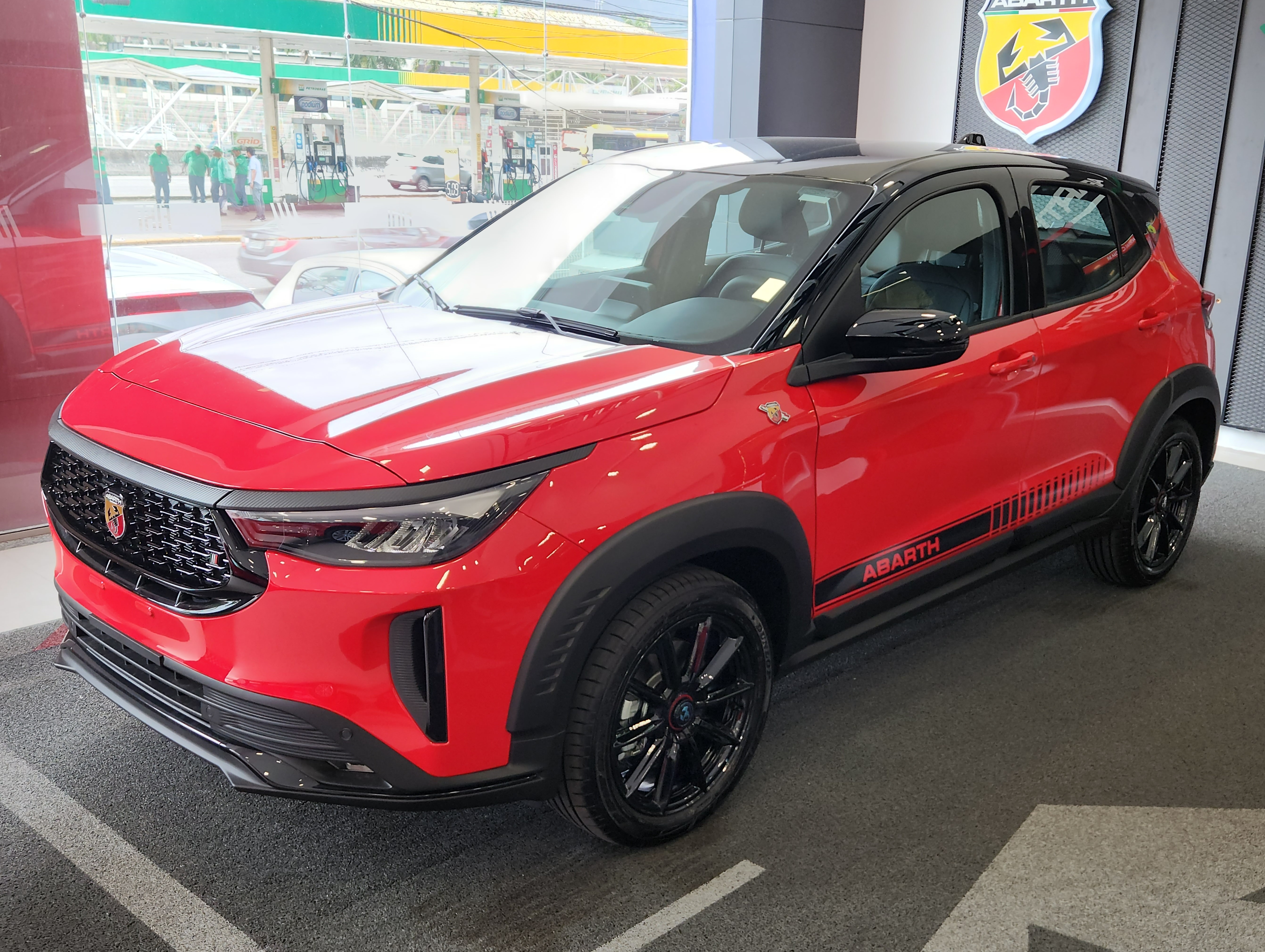
Abarth Pulse (2022–2025)

Der Fiat Pulse ist ein Kompakt-SUV von Fiat, das in Brasilien für den südamerikanischen Markt produziert wird.

## Geschichte
Im Mai 2021 präsentierte Fiat das Fahrzeug noch als Projekt 363 während des Finales der brasilianischen Version von Big Brother. Verkaufsstart des Fahrzeugs war im Oktober 2021. Über den Namen wurde im Internet abgestimmt. Zur Auswahl stand neben Pulse (65 Prozent) noch Domo (25 Prozent) und Tuo (10 Prozent). Als Konkurrenzmodelle des Pulse werden unter anderem der Honda WR-V und der VW Nivus bezeichnet.
Eine sportlichere Variante von Abarth wurde im März 2022 vorgestellt. Sie kam im November 2022 in den Handel. Der im August 2022 vorgestellte und als SUV-Coupé vermarktete Fiat Fastback basiert auf dem Pulse.
Eine Modellpflege der Baureihe präsentierte Fiat im Mai 2025.

## Technik
Der Wagen basiert auf einer neu entwickelten Plattform (MLA). Türen und Dach werden unverändert vom Argo übernommen. Angetrieben wird das SUV entweder von einem 1,3-Liter-Ottomotor mit maximal 79 kW (107 PS) oder einem 1,0-Liter-Ottomotor mit maximal 96 kW (130 PS). Beide Varianten haben Vorderradantrieb. Der Abarth hat einen 1,3-Liter-Ottomotor mit maximal 136 kW (185 PS).

### Technische Daten
|                            | 1.3 Firefly                                             | Turbo 200                                            | Abarth                                                 |
| Bauzeitraum                | seit 10/2021                                            | seit 10/2021                                         | seit 11/2022                                           |
| Motorkenndaten             |                                                         |                                                      |                                                        |
| Motortyp                   | R4-Ottomotor                                            | R3-Ottomotor                                         | R4-Ottomotor                                           |
| Motoraufladung             | —                                                       | Turbolader                                           | Turbolader                                             |
| Verdichtungsverhältnis     | 13,2 : 1                                                | 10,5 : 1                                             | 10,5 : 1                                               |
| Hubraum                    | 1332 cm³                                                | 999 cm³                                              | 1332 cm³                                               |
| max. Leistung bei min−1    | 72 kW (98 PS) / 6000 Ethanol: 79 kW (107 PS) / 6250     | 92 kW (125 PS) / 5750 Ethanol: 96 kW (130 PS) / 5750 | 132 kW (180 PS) / 5750 Ethanol: 136 kW (185 PS) / 5750 |
| max. Drehmoment bei min−1  | 129 Nm / 4250 Ethanol: 134 Nm / 4000                    | 200 Nm / 1750 Ethanol: 200 Nm / 1750                 | 270 Nm / 1750 Ethanol: 270 Nm / 1750                   |
| Kraftübertragung           |                                                         |                                                      |                                                        |
| Antrieb                    | Vorderradantrieb                                        | Vorderradantrieb                                     | Vorderradantrieb                                       |
| Getriebe, serienmäßig      | 5-Gang-Schaltgetriebe                                   | 7-Stufen-Doppelkupplungsgetriebe                     | 6-Stufen-Automatikgetriebe                             |
| Getriebe, optional         | (Stufenloses Getriebe)                                  | —                                                    | —                                                      |
| Messwerte                  |                                                         |                                                      |                                                        |
| Höchstgeschwindigkeit      | 174 km/h Ethanol: 178 km/h (173 km/h Ethanol: 177 km/h) | 187 km/h Ethanol: 189 km/h                           | 214 km/h Ethanol: 215 km/h                             |
| Beschleunigung, 0–100 km/h | 12,2 s Ethanol: 11,7 s (12,2 s Ethanol: 11,4 s)         | 9,7 s Ethanol: 9,4 s                                 | 8,0 s Ethanol: 7,6 s                                   |
| Tankinhalt                 | 47 l                                                    | 47 l                                                 | 47 l                                                   |